# Comuna Šmartno ob Paki
Šmartno ob Paki (Občina Šmartno ob Paki) este o comună din Slovenia, cu o populație de 2.913 locuitori (31.03.2002).

## Localități
Gavce, Gorenje, Mali Vrh,
Paška vas, Podgora, Rečica ob Paki, Skorno, Slatina, Šmartno ob Paki, Veliki Vrh